# Sanja Starović
Sanja Starović (ur. 25 marca 1983 w Trebinje) – serbska siatkarka, reprezentantka kraju, atakująca. Od stycznia 2016 roku występuje we włoskiej Serie A, w drużynie LJ Volley Modena. Jej bratem jest Saša Starović.

## Sukcesy klubowe
Mistrzostwo Serbii i Czarnogóry:
- 2001

Puchar Serbii i Czarnogóry:
- 2003

Mistrzostwo Azerbejdżanu:
- 2009, 2010, 2011, 2012, 2013, 2014

Puchar CEV:
- 2010

Liga Mistrzyń:
- 2011

Klubowe Mistrzostwa Świata:
- 2011

Klubowe Mistrzostwa Świata:
- 2012

Liga Mistrzyń:
- 2013

Liga Mistrzyń:
- 2014

## Sukcesy reprezentacyjne
Letnia Uniwersjada:
- 2007

Liga Europejska:
- 2012

## Nagrody indywidualne
- 2010: Najlepsza atakująca Pucharu CEV
- 2011: MVP azerskiej Superligi w sezonie 2010/2011